# Cristià IV
Cristià IV (Castell de Frederiksborg, Hillerød, 12 d'abril de 1577 - Copenhaguen, 28 de febrer de 1648) va ser rei de Dinamarca entre el 1588 i el 1648. Les seves primeres obres destacades de govern van ser reformes en política interior. Es va ocupar també de la reorganització defensiva del regne. Va construir noves fortaleses, amb la col·laboració d'enginyers holandesos. La Flota Reial Danesa, que el 1596 comptava amb unes vint-i-dues naus, va passar a tenir-ne seixanta el 1610, algunes de les quals van ser dissenyades pel rei mateix. La formació d'un exèrcit de talla nacional va ser més difícil, ja que depenia de tropes procedents de lleves camperoles dels dominis reials.
Cristià va seguir una política d'expansió del comerç marítim danès, per treure profit del mercantilisme que imperava Europa en aquella època. Per això va establir la colònia de Trankebar a la costa de l'Índia i va fundar la Companyia Danesa de les Índies Orientals. Aquest fet va marcar l'inici de l'imperi colonial danès.

## Família
Fou el primer fill de Frederic II de Dinamarca (1534-1588) i Sofia de Mecklenburg-Güstrow (1557-1631).
El 30 de novembre de 1597 va casar-se amb Anna Caterina de Brandenburg (1575-1612), filla de Joaquim Frederic (1546-1608), marquès de Brandenburg i duc de Prússia, i de Caterina de Brandenburg-Küstrin (1549-1602). Fruit d'aquest matrimoni nasqueren:
- Frederic (1599-1599)
- Un fill nascut mort el 1601.
- Cristià (1603-1647), casat amb Magdalena Sibil·la de Saxònia (1617-1668).
- Sofia (1605-1605)
- Elisabet (1606-1608)
- Frederic III (1609-1670), casat amb Sofia Amàlia de Brunsvic-Lüneburg (1628-1685).
- Ulric (1611-1633)

Amb la seva segona dona, Kirsten Munk (1598-1658), va tenir dotze fills més: 
- Un fill nascut mort el 1615.
- Un fill nascut i mort el 1617.
- Anna Cristina (1618-1633)
- Sofia Elisabet (1619-1657)
- Elionor Cristina (1621-1698), casada amb Corfitz Ulfeldt.
- Valdemar Cristià (1622-1656)
- Elisabet Augusta (1623-1677)
- Frederic Cristià (1625-1627)
- Cristiana (1626-1670), casada amb Hannibal Sehested.
- Hedwig (1626-1678)
- Maria Caterina (1628-1628)
- Dorotea Elisabet (1629-1687)

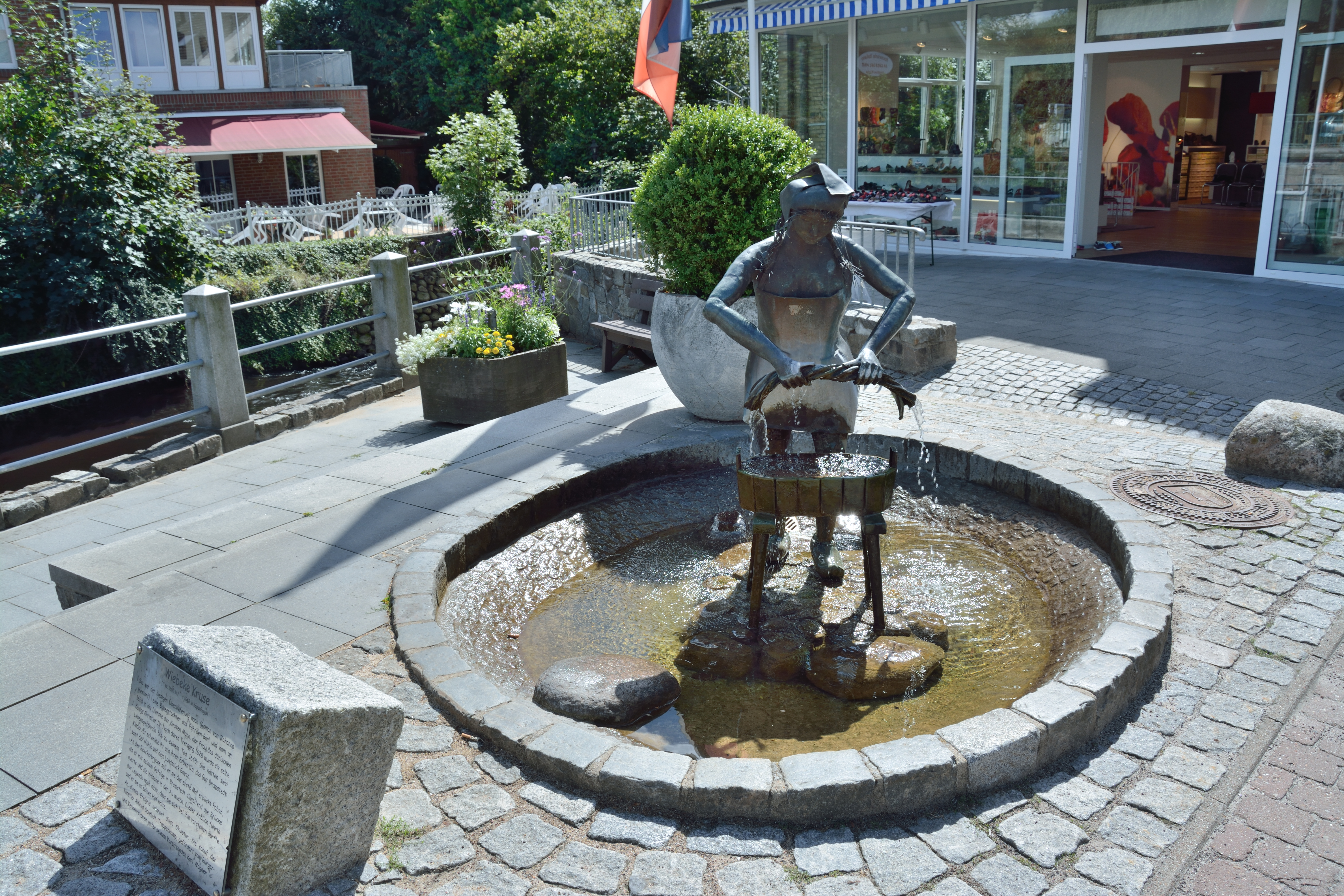
Monument a Wiebeke Kruse a Bad Bramstedt

Va tenir també diversos fills amb diferents amants. Amb Kirsten Madsdatter, va tenir Cristià Ulric Gyldenløve (1611-1640). Amb Karen Andersdatter va tenir Dorotea Elisabet (1613-1615) i Hans Ulrik Gyldenløve (1615-1645). I amb Wiebeke Kruse a qui va donar la hisenda de Bramstedt, on van néixer Ulric Cristià (1630-1658) i Elisabet Sofia (1633-1654), casada amb Klaus Ahlefeld.

## Exploració i colònies
Malgrat els molts esforços de Cristià, els nous projectes econòmics no van retornar cap benefici. Les expedicions a Groenlàndia i les vies fluvials de l'Àrtida entre 1605 i 1607 per tal de localitzar l'Assentament Oriental perdut i afermar la sobirania danesa sobre Groenlàndia. Les expedicions no van tenir èxit perquè els líders no tenien experiència amb les difícils condicions meteorològiques i de gel de l'Àrtida. En 1619 una expedició encapçalada per Jens Munk, buscant el pas del nord-oest, va arribar a la badia d'Hudson desembarcant a la desembocadura del riu Churchill, i es va instal·lar a l'actual Churchill, Manitoba. No obstant això, va ser un viatge desastrós, amb fred, fam i escorbut que van matar la majoria de la tripulació.
Cristià va establir en l'any 1616 la Companyia Danesa de les Índies Orientals i el 1618 va nomenar l'almirall Ove Gjedde per dirigir una expedició i establir una colònia danesa a Ceilan i va trigar dos anys a arribar, perdent més de la meitat de la seva tripulació pel camí. L'establiment d'una colònia va fracassar en ser expulsats pels portuguesos, però en canvi, els nayaks de Tanjore es van interessar per les oportunitats comercials i es va negociar un tractat que concedia als danesos el poble de Tranquebar a la costa sud de l'Índia i el dret a construir una "casa de pedra" (Fort Dansborg) i cobrar impostos. El tractat es va signar el 20 de novembre de 1620, establint la primera colònia de Dinamarca a l'Índia.

## Un rei del renaixement
Cristià fou un rei típic del renaixement, i destacava en la contractació de músics i artistes d'arreu d'Europa. Molts músics anglesos van ser empleats per ell en diverses ocasions, entre ells William Brade, John Bull i John Dowland. Dowland va acompanyar el rei en les seves gires, i com que va treballar el 1603, es rumoreja que també estava a Noruega. Cristià era un ballarí àgil, i la seva cort era considerada la segona cort més "musical" d'Europa, només per darrere de la d'Isabel I d'Anglaterra. Cristià va mantenir un bon contacte amb la seva germana Anna, que estava casada amb Jaume I d'Anglaterra. Cristià li va demanar a Anna que demanés per ell els serveis de Thomas Cutting, un lutenista emprat per Arbella Stewart. La seva altra germana, Isabel, estava casada amb Enric Juli de Brunsvic-Lüneburg, i artistes i músics viatjaven lliurement entre les corts.

## Guerra de Kalmar

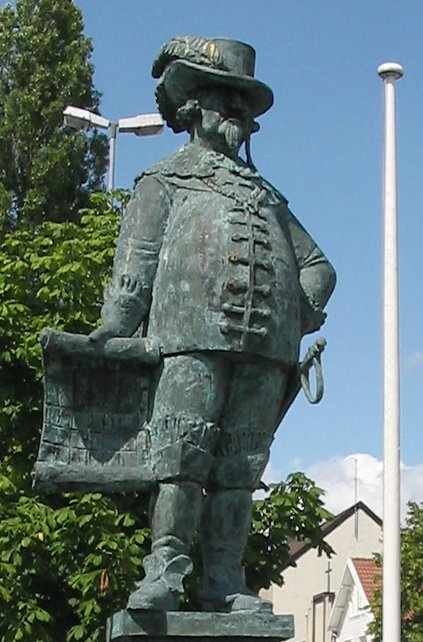
Estàtua de Cristià IV de Dinamarca

Va succeir el seu pare quan només tenia 11 anys, arribant a la majoria d'edat el 1596. Reformat l'exèrcit, el 1611 va emprendre la guerra contra Suècia, en resposta a l'acció duta a terme en 1607 per Carles IX de Suècia, que es declarà "Rei dels Lapps a Norland" i començà a "recaptar" impostos en territori noruec, fins i tot al sud de Tromsø. La major part de la Guerra de Kalmar va tenir lloc al voltant de l'ocupació danesa d'aquest port, que va capturar en 2011 amb un exèrcit de 6.000 homes assetjà i conquerí Kalmar mentre les tropes noruegues van rebre ordres expresses de no intervenir. Amb el Tractat de Knäred del 1613 es va tornar a la situació inicial, amb Lapònia integrada a Noruega (i per tant sota domini danès), el rei Gustau II Adolf de Suècia va comprometre's a pagar un milió de riksdal en concepte d'indemnitzacions de guerra.

## Guerra dels Trenta Anys
La Lliga Catòlica, l'aliança entre els Habsburg alemanys i els Habsburg hispànics va fer que els catòlics guanyessin poder al nord d'Alemanya provocant l'aliança de tots els seus potencials enemics i rivals a Europa: el Regne de Suècia i el seu rei Gustau II Adolf, el Regne de Dinamarca amb Cristià IV, les Províncies Unides dels Països Baixos i, sobretot, el Regne de França amb Lluís XIII. Frederic del Palatinat, el líder protestant més important, volia ocupar les terres ocupades pels hongaresos i hispànics, a més de recuperar el títol d'elector, sent derrotat en la batalla de la Muntanya Blanca. Les conseqüències de la victòria imperial van ser molt importants, els nobles txecs a més de perdre els seus privilegis polítics i part de les seves possessions van sofrir una dura repressió, l'Església Catòlica Romana es restablí amb força a Bohèmia i Moràvia i calvinistes i luterans van ser obligats a abjurar de la seva fe o exiliar-se i els territoris de la Corona de Bohèmia van passar a la Casa d'Àustria. Els líders i membres de la Unitas Fratrum van haver d'escollir entre l'exili o continuar practicant la seva fe en secret.
El segon capdavanter protestant Cristià de que també era un rei elector (duc de Holstein) va mantenir inicialment al marge, però amb les demandes d'auxili dels protestants va avançar-se al rei de Regne de Suècia per temor que aquest dominés el mar Bàltic després de la guerra, fent participar el seu regne en la guerra el 1625 contradient a les opinions dels seus nobles.
Amb l'objectiu d'aconseguir el control sobre els rius Elba i Wesser, que li donaven el control sobre els mars i reclamar els territoris secularitzats de Bremen i Verder, com a herència per als seus fills menors, amb un exèrcit d'entre 19.000 i 25.000 homes va dirigir-se a Alemanya per enfrontar-se a les tropes combinades de l'emperador i de la Lliga Catòlica. Després d'uns èxits inicials, les seves tropes van ser decisivament derrotades a la batalla de Lutter de 1626 pel comte Joan t'Serclaes de Tilly i els catòlics acabaran per entrar en el regne de Dinamarca i s'apoderaran dels regnes independents de Mecklenburg i la Pomerània i Jutlàndia. Els imperials no van marxar d'aquesta zona fins que es va signar el Tractat de Lübeck de 1629. A Cristià li va costar recuperar les seves possessions, ja que va haver de pagar un gran impost de guerra. Aquesta multa suposà l'endeutament del país, a més de la pèrdua de prestigi de Dinamarca en la seva intenció de dominar el mar Bàltic obligant Cristià a no interferir en la Guerra dels Trenta Anys quan Gustau II Adolf va entrar a la guerra el 1630.

## Guerra de Torstenson
Cristià mai no es va reconciliar amb Suècia, el seu enemic més perillós, però tampoc va encarregar-se de teixir unes aliances que el protegissin del perill suec. Va servir de moderador en favor de l'emperador a la mort de Gustau II Adolf el 1632 a la Batalla de Lützen, intentant minimitzar la influència sueca a Alemanya, que portaria greus desavantatges per Dinamarca en cas de guerra. A més a més la seva política de confrontació a Escandinàvia va irritar el parlament suec i va motivar una nova guerra la primavera de 1643.
Poc després de la seva derrota a la batalla de Rocroi, Ferran III del Sacre Imperi Romanogermànic va convidar Suècia i França a assistir a les converses de pau a les ciutats de Münster i Osnabrück a Westfàlia, però aquestes negociacions es van retardar quan Cristià IV va bloquejar Hamburg i va augmentar els pagaments dels drets del Sund al Bàltic afectant greument les economies holandesa i sueca. Amb les conquestes que havien obtingut a la Guerra dels Trenta Anys, els suecs podien atacar Dinamarca des del sud i des de l'est. A més a més Suècia va pactar amb la república de les Set Províncies Unides per contrarestar la superioritat naval de Dinamarca. Al maig, el Consell suec va decidir anar a la Guerra i el 12 de desembre el mariscal suec Lennart Torstensson va avançar des de Bohèmia, va travessar la frontera sud de Dinamarca i a final del gener de 1644 ja tenia Jutlàndia sota el seu control. Aquest atac va paralitzar Dinamarca, però Cristià encara estava disposat a lluitar per defensar el seu regne.
A pesar dels seus seixanta-sis anys, el rei danès va mostrar una gran energia. Va treballar sense parar per equipar un exèrcit i una flota, però el govern suec va endarrerir fins al febrer de 1644 l'atac contra Escània, la part occidental de Dinamarca, de manera que els danesos van poder preparar la defensa i salvar la important plaça de Malmö. Torstensson no va poder creuar de Jutlàndia a l'illa de Fionia, ja que la flota holandesa que l'havia de transportar va ser destruïda pels danesos a les illes de Sylt i Rømø.
Ferran va reunir un exèrcit imperial comandat per Matthias Gallas per atacar els suecs per la rereguarda, però Torstensson va deixar Carl Gustaf Wrangel per acabar la guerra a Dinamarca i va marxar contra l'Imperi el maig de 1644 sense que Gallas pogués aturar-lo. Un nou intent de transportar l'exèrcit de Torstensson a les illes va ser frustrat per Cristià IV en persona l'1 de juliol de 1644. Les flotes enemigues van trobar-se al sud-est de la badia de Kiel i el sobirà danès va donar mostres de gran heroisme, encara avui lloat pel poble danès. Cristià es trobava a la coberta del vaixell Trefoldigheten (Trinitat) i una canonada va explotar al seu costat i les estelles i el ferro van impactar en el cos del rei, impactant-lo en un ull i tirant-lo per terra. Immediatament es va posar dret i va seguir dirigint la batalla fins al final. Dinamarca va tenir superioritat en la batalla acorralant a la flota sueca, tot i que aquesta al final va poder escapar-se.

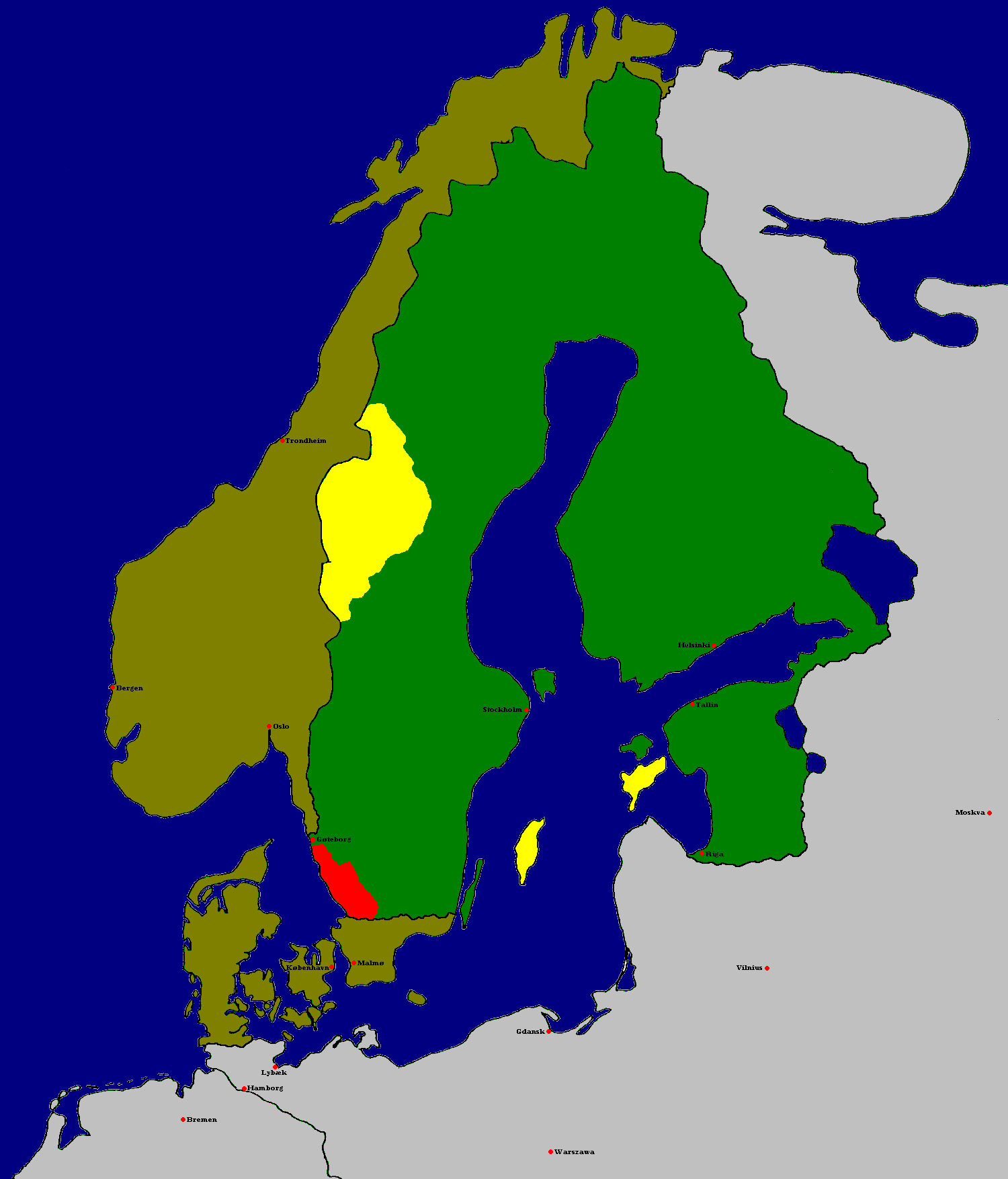
El Tractat de Brömsebro de 1645. Marró: Dinamarca i Noruega; Verd: Imperi Suec; Groc: les províncies de Jämtland, Härjedalen, Idre i Särna, i les illes del bàltiques de Gotland i Ösel, que foren cedits a Suècia; vermell: la província de Halland, cedida per 30 anys

A final de setembre, l'armada danesa va ser aniquilada pels suecs i neerlandesos a la batalla de Fehmarn l'octubre de 1644. Amb la capacitat militar esgotada, Dinamarca es va rendir i Cristià es va veure obligat a firmar la pau a Brömsebro el 8 de febrer de 1645, amb França i la república de les Set Províncies Unides de moderadors, cedint a Suècia les illess de Gotland i Saaremaa i, per trenta anys, la província de Halland.

## Darrers anys
La seva obsessió personal per la bruixeria va portar a l'execució pública d'alguns dels seus súbdits, sent responsable de diverses cremes de bruixes durant la caça de bruixes. Va ser cremades, incloent 21 persones a Islàndia, i sobretot de la condemna i execució de Maren Spliid, la víctima d'una cacera de bruixes més famosa a Dinamarca, cremada el 9 de novembre de 1641.
Cristià va morir a Copenhaguen el 28 de febrer de 1648.

## Homenatges
És la figura central de l'himne reial danès Kong Kristian